# Neogobius

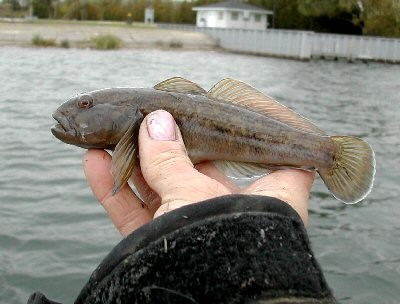
Neogobius melanostomus

Neogobius és un gènere de peixos de la família dels gòbids i de l'ordre dels perciformes.

## Taxonomia
- Neogobius caspius (Eichwald, 1831)[2]
- Neogobius fluviatilis (Pallas, 1814)[3]
- Neogobius melanostomus (Pallas, 1814)[4]
- Neogobius pallasi (Berg, 1916)[5]